# Flyingeby
Flyingeby is een plaats in de gemeente Lund, in de Zweedse provincie Skåne län en het landschap Skåne. De plaats heeft 74 inwoners (2000) en een oppervlakte van 5 hectare.